# Овринг

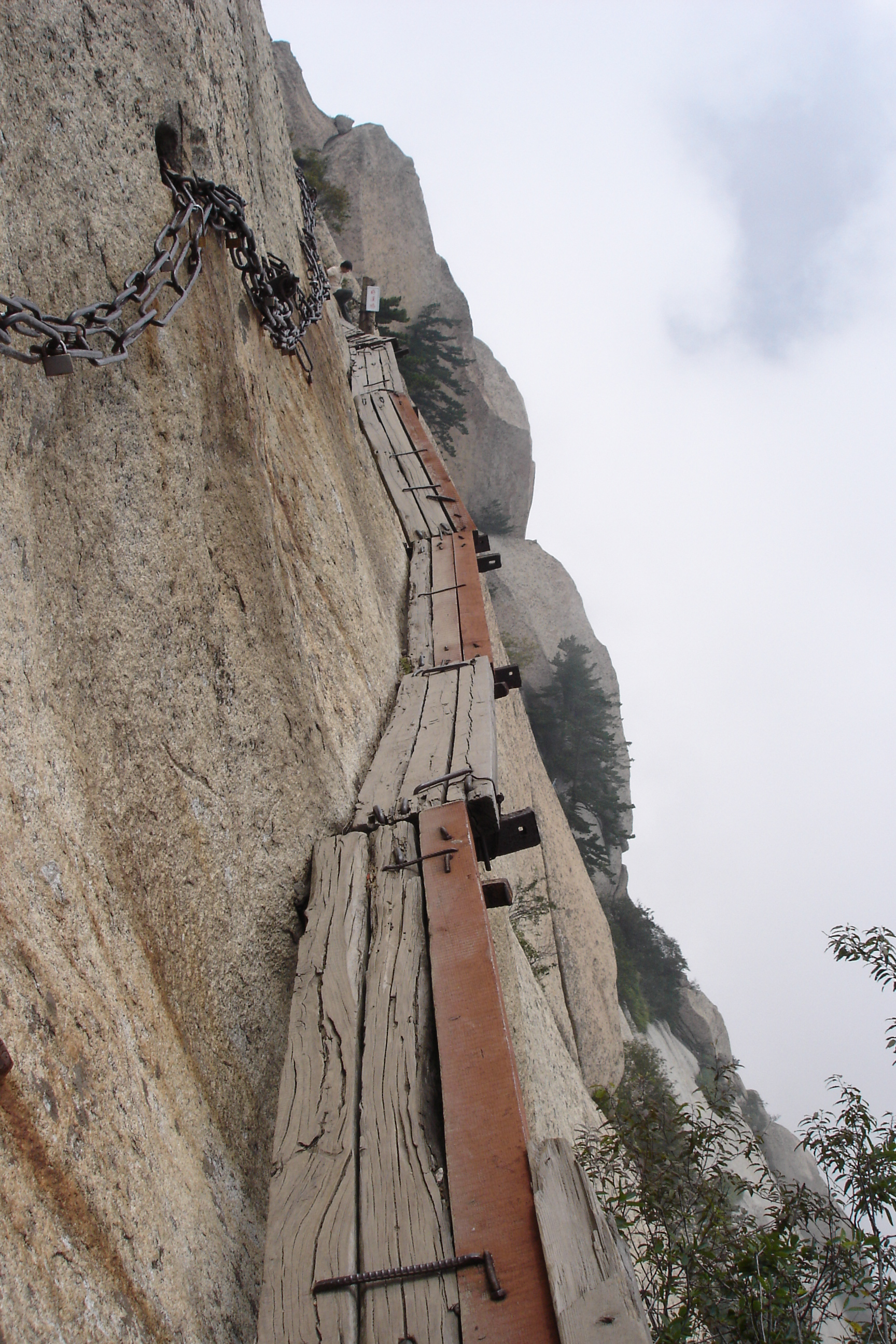
Овринг в Китае, специально проложенный для развлечения туристов

Овринг (от тадж. — «узкая горная тропа», «пропасть», «обрыв») — висячие мостки, сделанные вручную на отвесных скалах, плетением из ветвей кустарников или устроенные из деревянных бревен и жердей, обычно в тех местах, где горная тропа не могла быть проложена вдоль по берегу горной реки или обойти участок отвесных скал поверху. Оврингом также называется тропа, выбитая в скалистой стене каньона. Овринг являлся продолжением обычной тропы, но в некоторых случаях и сам являлся единственным средством сообщения между горными поселениями. Наиболее часто овринги устраиваются в каньонах или бомах — там, где один из берегов горной реки представляет собою отвесную скалу, опускающуюся в воды реки.
Овринги — одно из самых древних и удивительных изобретений человечества. До настоящего времени неизвестно, когда и где были построены первые овринги. Не вызывает сомнений, что овринги были известны и использовались уже несколько тысяч лет назад. Со временем из числа жителей горных районов выделились усто — мужчины-мастера, которые профессионально занимались строительством оврингов и поддержанием их в надлежащем рабочем состоянии.
Распространены в горных районах Центральной Азии, но особенно — на Памире и Тянь-Шане.  На Памире существовали овринги, выполненные с величайшим инженерным искусством протяженностью свыше нескольких километров, которые нависали над бурлящими водами горных рек на высотах до 300 - 400 метров. Следы таких оврингов сохранились до XXI века.

## Устройство овринга
Овринги строят обычно целыми кишлаками под руководством мастера-усто. Сначала вбивают в трещины скал сучья из крепких пород дерева, чаще всего — арчи, затем переплетают их ветками и, затем, выкладывают сверху плоскими камнями и дёрном. Но там, где это сделать невозможно, просто подвязывают бревна или плоские корзины с песком. При таком устройстве овринга, по нависающей над пропастью тропе приходится уже не идти, а прыгать.
Если трещин в скале нет, овринг располагается выше или ниже основной тропы, и тогда для возможности его использования необходимо строить дополнительные мостки и переходы, а также устраивать «лестницы» для подъема и спуска. Такая «лестница» представляет собою хорошо закрепленное под большим углом наклона бревно с коротко опиленными сучьями, которые являются опорой для ног и рук при подъеме и спуске. Чаще — это бревно с вырубленными в нем насечками, которые служат своеобразными «ступенями» для ног. В наиболее опасных местах в трещины скал, где это возможно, вбивают палки выше головы, чтобы идущие по оврингу могли держаться за них руками.
На оврингах устраиваются также места, где можно расположиться на отдых или даже ночлег — обычно гроты в скале или каменистые площадки. Эти же места используют, чтобы терпеливо дожидаться, пока участок овринга впереди по движению будет свободен.
Подобно арыкам, овринги постоянно поддерживаются в рабочем состоянии местными усто — мужчинами-мастерами, а при необходимости — и ремонтируются.
Российский исследователь белорусского происхождения Николай Корженевский после необычайно трудного и опасного путешествия по Памиру и Гиссаро-Алаю в 1912 оставил описание овринга в своем «Отчете»:
Постепенно карнизы переходят в «балконы», которые висят над рекой на высоте в 50-70 сажен и по своей изумительной легкой конструкции требуют полного внимания как от коня, так и от всадника. Они устроены из жердей, опирающихся на случайные выступы скал и колья, которые заколочены в трещины или же только приставлены к скалам, и неизвестно, каким чудом они служат для балкона опорой. Поверх жердей наложены плиты камня и хворост с насыпанным на них слоем земли. Все сооружение имеет ширину не более фута, благодаря чему едущий верхом должен поминутно наклоняться в сторону пропасти, чтобы не задеть плечом за какой-нибудь выступ и не сбросить себя вместе с лошадью в реку.

## Передвижение по оврингу
По хорошо устроенному, прочному и широкому оврингу, без крутых подъемов и спусков, местами можно было двигаться верхом на ишаке, лошади, везти поклажу на яках, прогонять скот. Як — единственное домашнее животное в горах Центральной Азии, которое хорошо переносит холода и большие высоты. Но обычно, перед входом на овринг вьючных лошадей и ослов разгружали и переводили без поклажи, чтобы не подвергать их опасности. Погонщики перетаскивали вьюки на себе, до выхода с овринга на горную тропу.
Чаще овринги представляют собой чрезвычайно узкий искусственный карниз. При встрече двух путников, идущих в разных направлениях, при необходимости — когда овринг очень узкий — один из путников ложился, а другой осторожно перебирался через лежачего. Кое-где даже собака не могла пройти по оврингу, хозяин клал её в корзину за плечами и перетаскивал на себе.
Порывы ветра, случайный обвал или камнепад, нередкие в горах Азии толчки и землетрясения могли быть причиной падения путника, ишака, лошади в пропасть.
Передвижение по оврингу во все времена было делом рискованным, и никто из путешествующих не знал, удастся ли ему вернуться живым.
Советский и российский этнограф Памира, Л.Ф. Моногарова пишет, что на скале возле входа на овринг в долине Бартанга была выбита надпись на таджикском: «Путник, будь осторожен. Ты здесь, как слеза на реснице». Исследователь Памира Окмир Агаханянц записал такую же таджикскую поговорку: «Путник на овринге, как слеза на реснице».

## Овринг как культурный феномен
Феномен овринг является культурным достоянием таджиков, узбеков и других народов Центральной Азии, где издревле использовалось это изобретение.
Некоторые овринги были построены несколько тысяч лет назад, постоянно обновляются, ремонтируются и успешно используются в настоящее время. И сегодня в ряде мест овринги — единственные дороги для живущих в горах людей.
Овринги — культурный феномен, который присущ лишь определённым народам и регионам. В ряде горных районов мира культура строительства оврингов вообще неизвестна.